# M1 Híradó
A M1 Híradó az MTVA hírműsora, amelyet naponta minden órában egészkor sugároznak az M1-en. Egyes híradókat a Duna és a Duna World csatorna is közvetít. A műsor korábban az M2-n és az M3-on is látható volt. A fő kiadása 19:30-kor kezdődik. A műsort a Duna Média munkatársai szerkesztik és az MTVA gyártja.

## Története

A TV Híradó főcíme 1958-ból

### A kezdetek
A Híradó a Magyar Televízió első önálló műsora, amelynek alapító főszerkesztője Matúz Józsefné volt, 1957. július 2-tól volt látható (ekkor még Televízió Képes Híradója címmel), majd egy rövid ideig Keddtől keddig néven sugározták.  1958. április 8-án felvette a TV Híradó nevet, és ebben az évben elkészült a hírműsor első igazi főcíme. A képen Dobrovics István gyártásvezető látható, aki a Szabadság téri Tőzsdepalota előtt a nézővel szembefordul a kamerával és megjelenik a TV Híradó felirat. (A kamera egy angol gyártmányú, PYE Mark II típusú, Orthicon elektroncsöves, revolveroptikás monochrome stúdiókamera volt, tömege 50.5 kg, Cambridge-ben gyártották.) A kép alatt trombitaszót hallunk, amely azóta a főcímmel együtt vált kultikussá az országban. Ezt Palásti Pál találta meg 1959-ben egy ismeretlen zeneműben, majd Vujicsics Tihamér átdolgozta az 1960-as évek közepén. 1982-ben ismét újrahangszerelték.
1961. október 2-tól a műsor rögzített 19:30-as kezdéssel jelentkezik. 1967. január 1. és 1970. október 7. között általában este 8-kor kezdődött, majd október 8-tól újra 19.30-tól sugározták. A szerkesztőség 1970-ben kapta meg a Magyar Televízió 3-as stúdióját. 1970–1986 között a francia gyártmányú Thomson-CSF TTV-1515 típusú stúdiókamerát fordította az operatőr. 1979 áprilisától a Híradót már teljes egészében színesben készítik.
1986. január 1-jén Aczél Endre lett a főszerkesztő. 1986. március 25-től új, arany földgömbös főcímet kapott Presser Gábor zenéjével, és elmaradt a nevéből a TV szó. 1988. szeptember 5-től ismét új, vízszintes csíkos karikás főcímet használtak, és megújult a vezérlő, a zene változatlan maradt. 1990. szeptember 24-én ismét megújultak. 1992 decemberétől 1993. március 21-ig egy – a szakemberek szerint igénytelen – animált főcímet és hátteret használtak. 1993. március 22. és szeptember 26. között ismét az 1990–1992-es főcím volt látható, Pálfy G. István főszerkesztése alatt. 1993. szeptember 27-én nemzeti motívumokkal újult meg a főcím, a zenéjét Szokolay Sándor szerezte és a Magyar Rádió Szimfonikus Zenekara játszotta. 1994. július 21-én szinte a teljes addigi szerkesztőgárda kicserélődött, és átmenetileg az aktuális adásban szereplő vágóképekből összeállított főcímmel jelentkezett. Ősszel a vezérszín a kék lett, ami 1995-ben sötétebb árnyalatot kapott. A közönség részéről „higanyosnak” nevezett főcímet 1996. január 8-án – a SECAM-ról a PAL képi jelátviteli szabványra történő váltás éveben – a kék földgömbös váltotta fel. Ebben az időben a stúdió a Bluebox technikával felszerelve az aktuális napszaknak és időjárásnak megfelelő Budapest látképét illesztette a műsorvezető mögé. 2000. március 20-án teljesen megújult, a zöld árnyalatos főcím zeneszerzője Berkes Balázs volt. 2002. november 3-án ismét felfrissítették a design-ját. 2005. február 13-tól 2007. szeptember 9-ig ismét új főcímet használt. 2006. szeptember 11. és 2007. július 1. között az esti fő kiadása fél órával korábban, 19 órakor kezdődött. 2007. szeptember 10. és 2015. március 14. között kék-piros-fehér színvilágú főcímet használtak.

### Időjárás-jelentés
1970-1986 között kézzel rajzolt kreatív ábrákon és tréfás figurákkal illusztrálták az időjárás várható alakulását. Közben Sonny Bono előadásában az 1968-ban bemutatott Chitty Chitty Bang Bang című film emlékezetes zenéje szólt. 1979-ben a Híradóval együtt színesedett be.
1986-1997 között a Hungária Biztosító támogatta. A mottója egyebek mellett éveken át az "Eső elött köpönyeg" volt. Miután Magyarország 1992-ben lekerült a COCOM-listáról, az Országos Meteorológiai Intézet aktuális előrejelzéseit ismertető térképek és táblázatok vizuális megjelenése az 1990-es években folyamatosan fejlődött.

### Vetélytársak házon belül
A rendszerváltás idején a Híradó naponta három kiadással jelentkezett. (Ebből kettő az MTV1-en, egy pedig az MTV2-n futott.) Hankiss Elemér elnöksége alatt, 1990. szeptemberében kiírtak egy pályázatot egy független híradó létrehozására, amiből 1991. január 3-tól pályázati híradók készültek az MTV2-n, 21 órától. Nyertest nem hirdettek, de 1991 májusában elindult Bánó András vezetésével az Esti Egyenleg az MTV2-n. 1993-ban megszűnt, majd ezt követően 1994–1996 között Objektív címmel készült háttérműsor. Szintén hasonló volt az Aktuális nevet viselő közéleti műsor 1996–2002 között.
2008. január 28-án indult az M2-Híradó. Ez az adás inkább a világban zajló eseményekre, a gazdaságra és a kultúrára fókuszált. Az első adást Novodomszky Éva vezette. 2010. január 3-án volt az utolsó adása, Hegedűs Judit vezette. Január 4-étől 20 órai kezdettel a fő kiadást ismételte az M2 2015. március 14-ig.
2008. november 5-től Híradóweb címmel készültek rövid hírek a webm3 oldalon. A műsor kétóránként 5–10 percben jelentkezett.

### Költözés
A Hírszerkesztőség és így a Híradó volt az utolsó a műsorgyártók közül, aki elköltözött a Szabadság térről 2009. június 28-án. Az M1 fél 8-as adásában D. Tóth Kriszta búcsúzott el a volt székháztól.
Másnap reggel a kaszásdűlői gyártóbázisról Acél Anna köszöntötte a nézőket, egy ideiglenes bluebox rendszerű stúdióból. Az új díszlet csak néhány nappal később épült fel a IV-es stúdióban.

### 2010–2015
2010. január 4-től az Időjárás-jelentést az MTV stúdiójában készítették, az OMSZ adataival és meteorológusaival. Február 14-től a belső gyártású műsorok, így a Híradó is, 16:9-es képarányban készülnek. 2011. január 3-tól a műsort a Médiaszolgáltatás-támogató és Vagyonkezelő Alap gyártja. Április 4-től három éven át újra páros műsorvezetéssel jelentkezett a műsor esti főkiadása. Az MTV Híradója (a Duna Televízió Híradójával és a Kossuth Rádió Krónikájával együtt) a Magyar Távirati Irodán belül működő Hírcentrum része volt 2011. januárjától 2015. márciusáig.

2015. március 15-ig a Híradó fél 8-as főkiadását az alábbi stáb gyártotta:
| - 1 hírigazgató - 2 felelős szerkesztő - 1 titkárnő - 2 szerkesztő - 8 riporter - 3 külpolitikai szerkesztő - 1 külföldi tudósító - 1 műsorvezető - 10 operatőr - 10 technikus - 2 gyártásvezető - 2 koordinációs szakember - 2 hírcserével foglalkozó szakember - 1 hangmérnök - 6 vágó - 1 vágó asszisztens | - 1 rendező - 1 rendező asszisztens - 1 súgógép kezelő - 1 technikai rendező - 1 hangmérnök - 1 képvágó - 1 képmérnök - 1 feliratozó - 2 rögzítő - 2 grafikus - 3 operatőr - 1 kábeles - 1 világosító - 2 Híradó archívum- kezelő - 2 helyszíni kapcsolásért felelős szakember |

Tehát, a Híradó főkiadását nap mint nap műszakonként 74 kolléga látta el, (a külső helyszínek kapcsolásakor ez a szám nagyobb, ugyanakkor a szabadnapos munkatársak a műszakonkénti létszámban nem szerepelnek).

### A 2015-ös átalakítás után

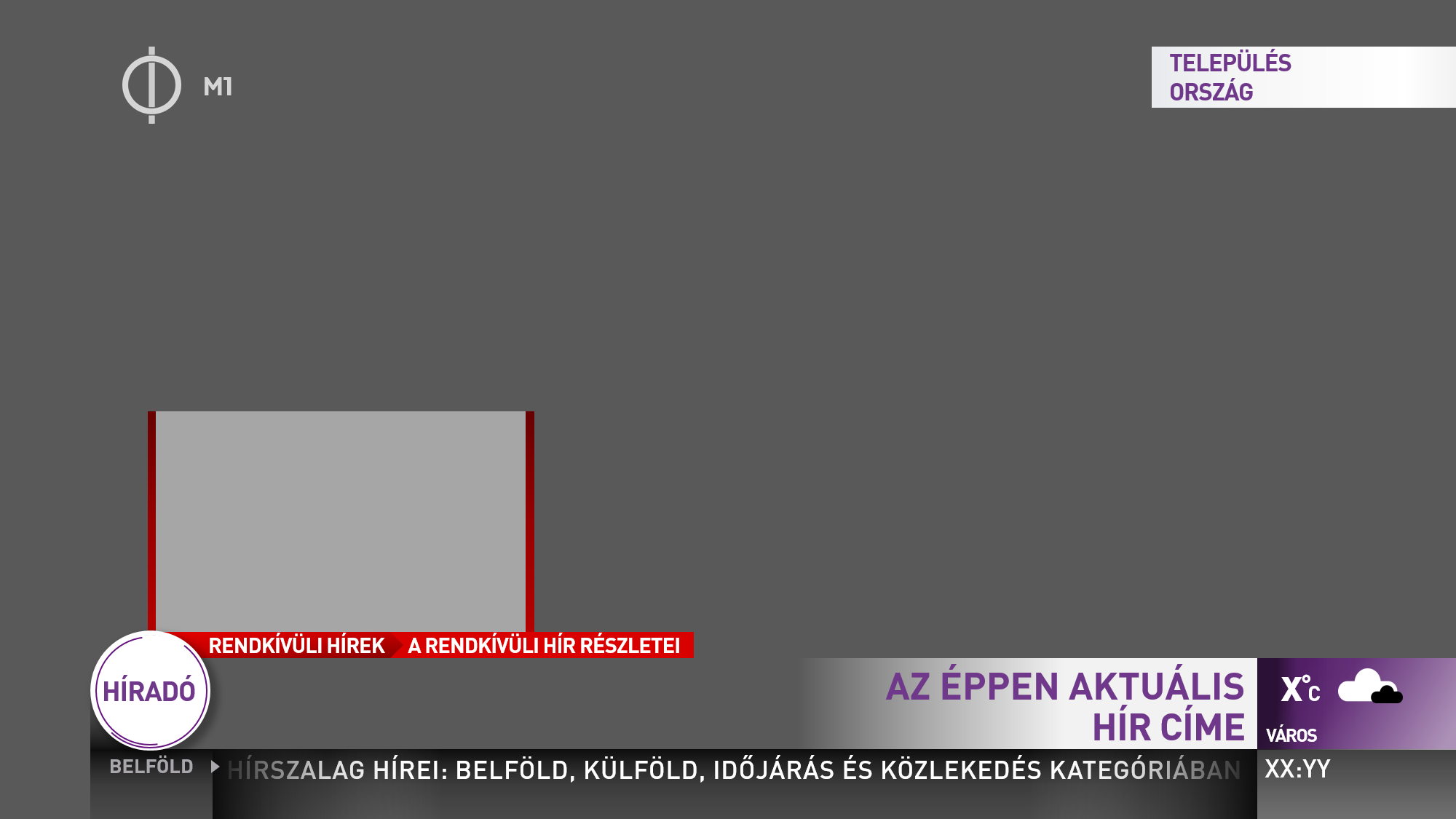
Az M1 teljes grafikája, rajta a Rendkívüli hírekkel (2015–2020)

2015. március 15-től az M1 átalakításával a Híradó a Ma Reggellel, és az Időjárás-jelentéssel együtt új stúdió- és műsorarculattal jelentkezett, aminek megalkotására két brit szakembert kértek fel, akik többek között a BBC World News, és az Al-Dzsazíra tévék arculatát is készítették. A műsor grafikájának a vezérszíne a lila volt. 2020. március 15-én, a csatorna ötödik születésnapján teljes megújuláson esett át, a vezérszín a kék lett.
2015. március 15-től nyolc műsorvezetővel, felváltva vezetik az adást napszakonként. A Híradó élőben jelentkezik naponta tizenkilencszer, illetve a rövidebb Hírek naponta nyolcszor. Hattól éjfélig minden óra elején van Híradó és Időjárás, félóránként pedig Hírek, azaz hírösszefoglaló három percben. Éjszaka egy órától reggel ötig az órák elején van Egy Perc Híradó a bővebb híradások helyett.
- 06:00 Híradó, Sporthírek (20 perc), utána: Időjárás, Közlekedési hírek
- 07:00 Híradó, Sporthírek (20 perc), utána: Időjárás, Közlekedési hírek
- 08:00 Híradó, Sporthírek (20 perc), utána: Időjárás, Közlekedési hírek
- 09:00 Híradó (10 perc), utána: Időjárás, Tőzsdenyitás
- 09:30 Hírek (3 perc)
- 10:00 Híradó (10 perc), utána: Időjárás
- 10:30 Hírek (3 perc)
- 11:00 Híradó (10 perc), utána: Időjárás
- 11:30 Hírek (3 perc)
- 12:00 Híradó, Sporthírek (40 perc), utána: Időjárás
- 13:00 Híradó (10 perc), utána: Időjárás
- 13:30 Hírek (3 perc)
- 14:00 Híradó (10 perc), utána: Időjárás
- 14:30 Hírek (3 perc)
- 15:00 Híradó (10 perc), utána: Időjárás, Közlekedési hírek
- 15:30 Hírek (3 perc)
- 16:00 Híradó (10 perc), utána: Időjárás, Közlekedési hírek
- 16:30 Hírek (3 perc)
- 17:00 Híradó (10 perc), utána: Időjárás, Tőzsdezárás
- 17:30 Hírek (3 perc)
- 18:00 Híradó, Sporthírek (30 perc), utána: Időjárás
- 19:00 Hírek (3 perc), utána: Időjárás
- 19:30 Híradó este, Sporthírek (60 perc), utána: Időjárás
- 21:00 Híradó, Sporthírek (20 perc), utána: Időjárás, Világhíradó
- 22:00 Híradó, Sporthírek (20 perc), utána: Időjárás
- 23:00 Híradó (10 perc), utána: Időjárás
- 23:20 Hungary reports – angol nyelvű hírek
- 23:30 Nachrichten aus Ungarn – német nyelvű hírek
- 23:40 Novosztyi iz Vengrii (Новости из Венгрии) – orosz nyelvű hírek
- 23:50 Xiōngyálì xīnwén liánbò (匈牙利新闻联播) – kínai nyelvű hírek
- 00:02 Záróhíradó (10 perc)

Az egyes híradókat az MTVA többi csatornáján párhuzamosan is közvetítik. A Duna adja a 6 órait, a 12 órait és a 18 órai adás első 35 percét, a Duna World a 13 órait és a 21 órait. Korábban az M3 a 7 órait, a 11 órait és a 17 órakor jelentkező kiadást közvetítette, az M2 a 19:30-ast 20 órától. Az 1 Perces Híradót az M4 és az M5 közvetíti.

## Műsorvezetői

### Egykor
A Híradót a kezdetekkor a bemondók vezették, a televízió nagy hármasa: Takács Mária, Tamási Eszter és Varga József.
Az első műsorvezető, kommentátor: Ipper Pál volt.
Továbbá vezették még: Acél Anna, Auth Magda, Bakos Piroska, Bayer Ilona, Bánó András, Bárdos András, Betlen János, Bombera Krisztina, Borsa Miklós, Bozai József, Ciprusz Éva, Czeglédi Edit, Csete Bea, Csurgay Judit, D. Bányász Gergő, D. Tóth Kriszta, Földi-Kovács Andrea, Gerhardt Máté, György-Horváth Zsuzsa, Gyukity István, Hegedűs Judit, Ignáth Márk, Jegyes-Tóth Kriszta, Juszt László, Kálmán Olga, Kaplár F. József, Kapuvári Gábor, Kertész Zsuzsa, Kiss Gabi, Kocsonya Zoltán, Kovács P. József, Lendvai Szabolcs, Liebmann Katalin, Lénárd Judit, Lódi György, Miklya György, Moldoványi Ákos, Mohai Gábor, Nagy Judit, Németh Balázs, Nika György, Novodomszky Éva, Olajos Gergő, Pálffy István, Pálfy József, Pálfy G. István, Papp Endre, P. Szabó József, Rábai Balázs, Regöly-Mérei Krisztina, Siklós András, Somorjai Balázs, Süveges Gergő, Szabó Anett, Szebeni István, Szellő István, Szentpéteri Eszter, Takács Bence Ervin, Tarnai Katalin, Tóth Ákos, Vajek Jutka, Váradi Béla, Velkovics Vilmos
Kommentátorok: Bajor Nagy Ernő, Baranyi Ferenc, Ipper Pál, Pálfy József, Pálfy G. István, Vértes Éva
Ismert híradósok, riporterek, szerkesztők: Bayer Ilona, Bánó András, Berecz Anna, Berkics János, Bogyay Katalin, Bokodi Béla, Csák Elemér, Dékány András, Elek János, Gál Jolán, Hardy Mihály, Jurányi Anna, Lódi György, Moldoványi Ákos, Murányi László, Pálfy G. István, Práger György, Tóth György, Tóth Károly, Vajek Jutka,

### Jelenleg

#### A Híradó műsorvezetői
- Reggel és délelőtt: Ábrahám Viola, Imre Balázs, Székely Áron
- Délután: Rabb Ferenc, Székely-Varga Edina, Joó Zsanett
- Este: Meszes Boglárka, Kontra György

#### A Híradó kísérőműsorainak műsorvezetői
- Egy Perc Híradó: Beslin Bettina, Falucskai Ivett, Pető Bianka, Tomay Judit, Hradeczky Viktor
- Időjárás: Fejős Ádám, Maár-Laza Bori, Molnár Csilla, Szmodics Dávid, Tóth Tamás, Szilágyi Eszter, Förhécz Adrienn
- Közlekedési hírek: Joó Ferenc, Kertész Enikő, Orsós Róbert, Stefán Zoltán, Szeitz Dániel
- Nemzeti Sporthíradó, Sport riportok: B. Németh Péter, Horváth Gergely Áron, Kovács Dániel, Kovács Márk, Maruzsa István, Pál-Pál Előd, Székely Dávid, Vásárhelyi Tamás, Lipcsei Bettina
- Programajánló: Boldizsár Kata, Jakab Cintia
- Hungary reports: Szőczi Árpád, Tóth Hajnalka, Pflum Orsolya, Gabriella Ibolya Csenge
- Nachrichten aus Ungarn: Claudia Horn-Horváth, Miklya György
- Novosztyi iz Vengrii: Aljona Mironova, Marija Lopatto
- Xiōngyálì xīnwén liánbò: Ma Ying, Wang Kunxu

## Vezetők

### Főszerkesztő
Magyar Televízió:
- Matúz Józsefné: 1957. május – 1985. december 31. (Hírműsor élén sehol Európában nem állt ilyen hosszú ideig főszerkesztő; 2007. július 2-án még megérte a Híradó indulásának 50. évfordulóját)
- Aczél Endre: 1986. január 1. – 1990. január
- Pálfy G. István: 1990. január – 1992. szeptember
- Csák Elemér: 1992. szeptember – 1993. március
- Pálfy G. István: 1993. március – 1994. május (a következő főszerkesztőig Stefka István főszerkesztő-helyettesként)
- Betlen János: 1994. július – 1995. május
- Hidvégi József: 1995. május – 1997. augusztus
- Rudi Zoltán: 1997. augusztus – 1998. október
- Bocskay Zsolt: 1998. október – 1999. június
- Horváth Szilárd: 1999. július – 2001. szeptember
- Gulyás István: 2001. szeptember – 2002. október
- Szűcs Gábor: 2002. október – 2003. március
- Merényi Miklós: 2003. március – 2004. január
- Nika György: 2004. január – 2005. április
- Szűcs Gábor: 2005. április – 2011. április 7.

MTVA Hír- hírháttér főszerkesztő:
- Papp Dániel: 2011. április 8.- 2011. december 15.
- Kakuk L. Tamás: 2011. december 23. – 2012. június 5.

### Hírigazgató
Magyar Televízió:
- 2002 – 2004: Rudi Zoltán
- 2004 – 2005: Nika György
- 2005 – 2006: László Péter
- 2006. június 1. – 2009. január: Kert Attila
- 2009. január – 2010. május: Bednárik Imre
- 2010. május 17. – 2011. február: Élő Gábor
- 2018.: Németh Zsolt

MTI Hírcentrum:
- 2011. február – 2011. december 15.: Élő Gábor
- 2011. december 16. – 2011. december 31.: Galambos István (ideiglenesen)
- 2012. január 1. – 2012. május 14.: Gianone Péter
- 2012. június 1.– 2013: Gulyás István

## Kritikák

### Részrehajlás röviden
A Híradót az eddigi pályafutása során során számos esetben vádolták meg elfogultsággal, hiányos objektivitással.
Mint a Kádár-rendszer egyik legfontosabb tömegtájékoztó médiuma, a Magyar Rádióból 1974-ben kiválva önállósult Magyar Televízió hírszerkesztési struktúráját is 1986-ig a MSZMP Központi Bizottságának Agitációs és Propaganda Osztálya (APO) által kijelölt direktívák határozták meg, a kulturális és művelődési műsorok irányvonalát pedig az Acél György nevéhez fűződő legendás Tűrt, Tiltott és Támogatott kultúrpolitika. Az 1986. évi II. törvény (sajtótörvény) a rádió- és a televízióműsorokra is vonatkozott.
A rendszerváltás után a Híradót MDF pártinak tartották, emiatt 1991 májusában az MTV2-n külön hírműsort indítottak Esti Egyenleg néven, amely szellemiségében ellenzéki volt, ez azonban 1993. októberében megszűnt, mivel hírhamisítással vádolták meg az Esti Egyenleg 1992. október 23.-i adását. Ez az éles belpolitikai csatározásoktól fűtött időszak Médiaháború néven került be a közbeszédbe és a korabeli sajtóba. Több tanulmány megállapította, hogy az Antall- és Boross-kormány alatt a Híradó belföldi híradásainak 84 százalékos arányban a kormánypártokkal, 16 százalékban pedig az ellenzéki pártokkal foglalkozott.
A Horn-kormány alatt elfogadott első médiatörvény hatására javult kicsit az arány, azonban még így is számottevő mértéket mutatott a kormánytöbbség a napi hírekben 72 százalékkal és mindössze 28 százaléknyi anyag számolt be az ellenzék munkájáról. Ez a tendencia a későbbi kormányok esetében közel változatlan maradt.
A 2011-ben hatályba lépett 2010. évi CLXXXV. törvény (második médiatörvény) törölte az 1996. évi I. törvény (első médiatörvény) és az 1986. évi II. törvény (sajtótörvény) érvényességét.
Az MTVA részeként, amelynek kezelője a Médiatanács, 2010 óta kizárólag a Fidesz–KDNP által jelölt személyek vannak, nem működik független szervként, nincs biztosítva, hogy döntéseit politikai érdekektől mentesen hozza meg, ugyanis a tagok mindegyikét  a kormány jelölte ki. A teljes közszolgálati médiát propaganda felületté, a szerkesztőséget kormányszócsővé változtatták.

### Csoportos létszámleépítések
A mindenkori kormányváltások alkalmával jellemző volt, hogy csoportos létszámleépítéseket hajtottak végre az MTV-nél, ami a Híradó szerkesztőségét is érintette. Az elbocsátások oka számos esetében a szerkesztők és a műsorkészítők politikai irányultsága volt.

### Német politikusok utca embereként való ábrázolása
Többször előfordult 2018-ban, hogy a Németországról szóló tudósításokban az Alternatíva Németországért embereit hétköznapi emberként szerepeltették. Az egyik Hamburgról szóló riportjukban utca embereként Marie-Thérése Kaisert kérdezték meg, akiről kiderült hogy az AfD rotenborgi elnöke volt. Egy másik hamburgi riportban Michael Poschart beszélt arról, hogy „ha az idegenek aránya nő, akkor erőszakossá válnak és elüldözik a németeket”. A Correctiv derítette ki, hogy Michael Poschart az AfD pinnebergi szervezetének tagja.